# William Lottig
William Lottig (* 1. Februar 1867 in Hamburg; † 12. September 1953 ebenda) war ein deutscher Reformpädagoge.

## Leben
William Lottig besuchte nach Abschluss der Volksschule ab 1881 die Präparandenanstalt, dann das Hamburger Lehrerseminar für Volksschullehrer. 1887 legte er seine erste, 1890 seine zweite Lehrerprüfung ab. In den Jahren bis zum Ersten Weltkrieg war er Lehrer an der Seminarschule Binderstraße 34. Er engagierte sich in der Gesellschaft der Freunde des Vaterländischen Schul- und Erziehungswesens und wurde zu einem Befürworter einer Reform von Schule und Unterricht. Lottig war Mitglied des Pädagogischen Ausschusses der Gesellschaft der Freunde. 1908 formulierte er sein pädagogisches Leitziel für die Neuausrichtung der Schule: »Alle Kräfte des Kindes werden gelöst, gepflegt und entwickelt«.
Nach der Novemberrevolution von 1918 gelang es Lottig, seine Anhänger für die Einrichtung von Versuchsschulen zu gewinnen. Er selbst wurde Schulleiter der Berliner-Tor-Schule. Lottig galt als Vorbild und wurde anerkennend »Vater Lottig« genannt. An der Lebensgemeinschaftsschule wurden alle Zwangsmaßnahmen abgelehnt. Pädagogisches Ziel war die Selbstbestimmung sowie Freiheit der Schülerinnen und Schüler. Kritik an den Versuchsschulen und Bevormundungen durch die Schulbehörde blieben jedoch nicht aus. Es kam zum Vertrauensverlust seitens der Schülereltern, die um den Schulerfolg ihrer Kinder fürchteten. Angesichts des Rückgangs der Schülerzahlen öffnete die Berliner-Tor-Schule ab dem Jahr 1930 keine neuen Klassen mehr. Der Unterricht für die zum damaligen Zeitpunkt verbliebenen ca. 100 Schülerinnen und Schüler wurde jedoch fortgeführt.
Im Oktober 1918 trat Lottig der Sozialdemokratischen Partei Deutschlands bei und wurde nach 1919 Mitglied der »Sozialistischen Liste« im  Lehrerrat. Er war Mitglied im Weltbund für Erneuerung der Erziehung und Teilnehmer 1927 der Weltkonferenz in Locarno. Bei Lese- und Kulturabenden der Gewerkschaften und Sozialdemokratie trat er auf, las aus den Klassikern, rezitierte Peter Rosegger, Fritz Reuter und norddeutsche Dichter. Nach dem Ende des Zweiten Weltkriegs wohnte Lottig, da er in Hamburg ausgebombt worden war, in Einbeck bei einer Nichte, um dann 1951 wieder in die Hansestadt zu ziehen.

## Werke
- Bericht des Ausschusses für die Verwirklichung der Krohnschen „Heimschule“. Hamburg 1919.
- Unsere Schuljüngsten. Auer, Hamburg 1920.
- Tagebücher 1919–1933. In: Dietrich Benner, Herwart Kemper: Quellentexte zur Theorie und Geschichte der Reformpädagogik. Teil 2: Die Pädagogische Bewegung von der Jahrhundertwende bis zum Ende der Weimarer Republik. Beltz Deutscher Studienverlag, Weinheim 2001, S. 334–350.